# Mladen Žujović
Mladen Žujović (Младен Жујовић; Belgrado, 5 giugno 1895 – Parigi, 15 novembre 1969) è stato un avvocato serbo e professore di diritto all'Università di Belgrado. Era conosciuto come membro della società segreta Cospirazione sostenuta dai britannici e, durante la seconda guerra mondiale, come membro del Comitato nazionale centrale del Regno di Jugoslavia e dal 1943 comandante dell'esercito jugoslavo cetnico in Dalmazia, Lika e Bosnia-Erzegovina occidentale.

## Biografia
Žujović nacque il 5 giugno 1895 a Belgrado, all'epoca Regno di Serbia, diventa avvocato e poi professore all'Università di Belgrado.
L'8 agosto 1938 la società segreta Cospirazione, istituita per tentare un colpo di stato e rovesciare il regime del principe Paolo con l'appoggio del Regno Unito, ebbe la sua prima riunione presieduta da Slobodan Jovanović in casa di Žujović. Žujović, Dragiša Vasić e Milan Nikolić erano membri del Consiglio Esecutivo della Cospirazione.
Insieme a Dragiša Vasić, Žujović ha creato un piano per istituire il Comitato nazionale centrale del Regno di Jugoslavia e si recò a Belgrado per selezionare i candidati per l'adesione al Comitato. Alla fine ha reclutato diverse persone mentre era personalmente membro del Comitato.
Dal maggio 1943 si trasferì a Spalato. Alla fine di giugno 1943, gli italiani arrestarono Žujović in azione contro i cetnici coordinati con i tedeschi che avevano già arrestato Pavle Đurišić poco prima, dopo essere stato nominato delegato di Draža Mihailović per la Dalmazia, la Lika e la Bosnia-Erzegovina occidentale con il grado di tenente colonnello.
Quando le forze italiane si arresero alle forze comuniste in Dalmazia nell'autunno del 1943, Žujović fuggì in Italia e poi al Cairo. Žujović morì a Parigi nel 1969.
Grazie a Teodora Žujović sono stati pubblicati i manoscritti di Mladen Žujović che aveva portato con sé come rifugiato.